# Ponte Erzsébet

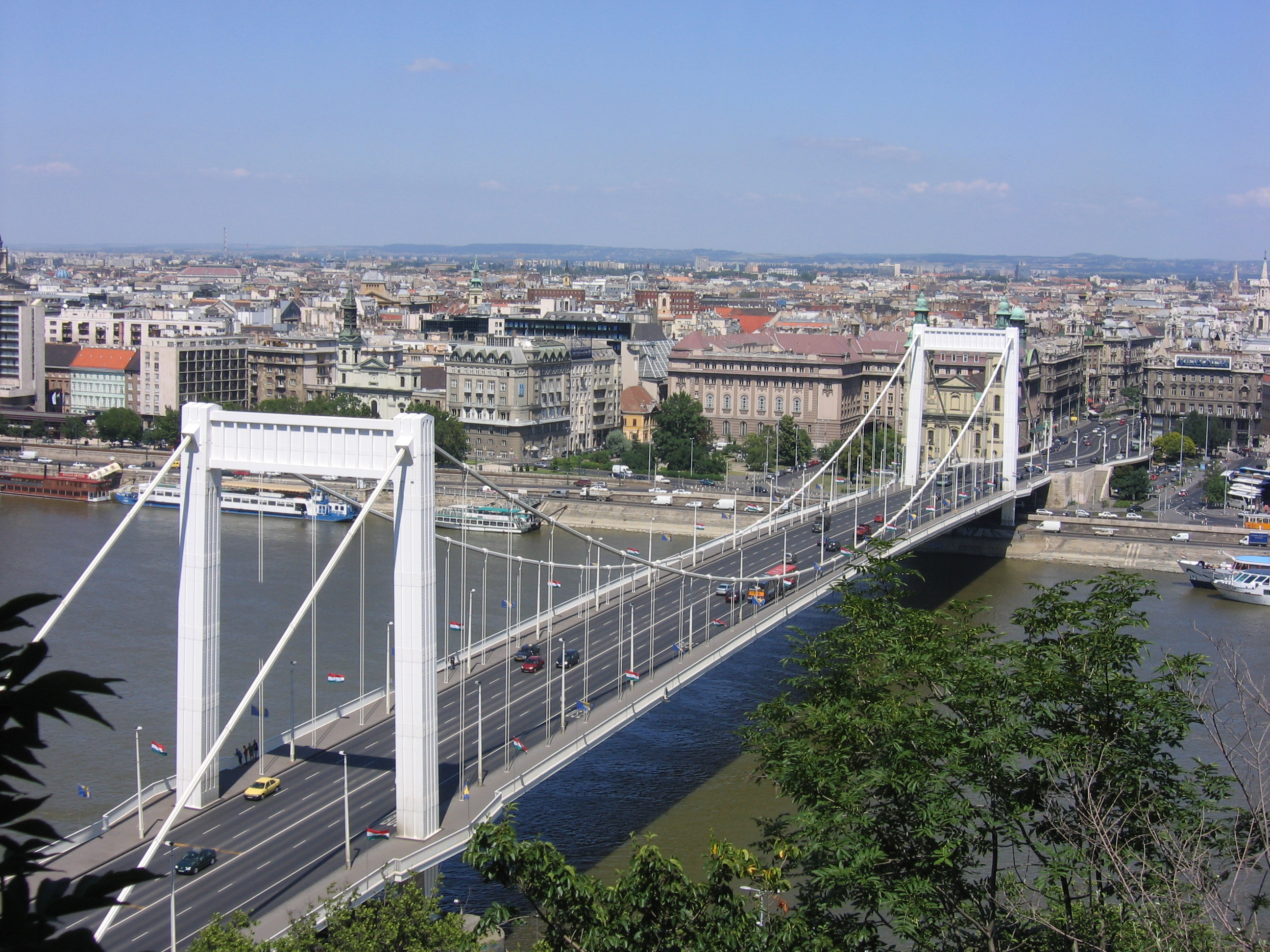
Vista da ponte.

Ponte Elisabeth ("Erzsébet híd" em húngaro) é uma ponte que atravessa o Rio Danúbio, em Budapeste, ligando a cidade de Buda com Peste. A ponte é nomeada assim em homenagem a uma rainha popular, Isabel da Áustria, a imperatriz da Áustria-Hungria, que foi assassinada em meados de 1898. Há uma grande estátua de bronze da rainha em um pequeno parque em Buda.
A ponte original foi uma ponte de suspensão e juntamente com muitas outras pontes em todo o país, foi explodida no final da Segunda Guerra Mundial. Esta é a única ponte em Budapeste que não podia ser reconstruída na sua forma original. O monumento de pé fino, branco, foi construído no mesmo local entre 1961-1964, porque o governo não podia dar ao luxo de construir bases inteiramente novas para a ponte. Nas últimas décadas, muitos motoristas têm sido permanentemente feridos ou mortos na curva acentuada que segue imediatamente a ponte. Depois de um terrível acidente em 2004, que matou uma família, um limite de velocidade de 40 km/h foi lançado para as pistas de ligação oeste.